# Thérapie de groupe
Pour les articles homonymes, voir Group Therapy.
Une thérapie de groupe est une psychothérapie collective durant laquelle un ou plusieurs thérapeutes traitent plusieurs patients ensemble, réunis en groupe. 
Le traitement en groupe révélerait des effets positifs qui ne seraient pas obtenus lors de sessions individuelles. 
Une thérapie de groupe se présente généralement sous la forme d’expressions verbales, de dialogues mais utilisent parfois des pratiques impliquant les émotions ou le corps, comme dans le psychodrame ou le jeu de rôles. Une certaine place y est laissée à l’improvisation.

## Historique
Dans les années 1930, des schizophrènes ont été réunis de manière expérimentale dans des groupes à Vienne. 
En Californie, en 1962, est fondé l’Institut Esalen dans le but de favoriser les rencontres entre les diverses formes de thérapies. Ces dernières se présentant comme différentes de la psychanalyse et du comportementalisme. Ces nouvelles thérapies n’arrivent en France qu’au début des années 1970. 
En 1972, création d’un « centre de développement du potentiel humain », de la psychologie humaniste, qui introduit les méthodes dites de Gestalt, Biorythme, Training autogène, etc. 
En 1982, l'association du cri primal est créée à partir de la théorie d’Arthur Janov.
Didier Anzieu mène à cette époque une étude sur la dynamique des groupes. Il amorce l'idée du psychodrame.
Il existe aujourd’hui plus de 300 théories de la psychothérapie sans base théorique commune. Seules quelques-unes ont fait l'objet d'évaluations selon le modèle expérimental : les thérapies psychanalytiques, cognitivo-comportementales, systémiques et EMDR. 
Depuis les années 1980, un certain nombre parmi les autres sont critiquées, principalement pour leur utilisation potentiellement abusive par des thérapeutes non ou mal formés.

## Objectifs
La thérapie en groupe permettrait aux participants de vérifier leur relation aux autres ou encore d'apprendre à s'intégrer à un groupe ou à vivre socialement.
Les méthodes d'écoute, de reformulation, de questionnements et les jeux de rôles donnent au thérapeute la possibilité d’aider l’expression des participants et le dépassement de leurs inhibitions.
Il arrive que les membres d'un groupe se réunissent autour d'une même difficulté (boulimie, anorexie, alcoolisme).

## Pratiques

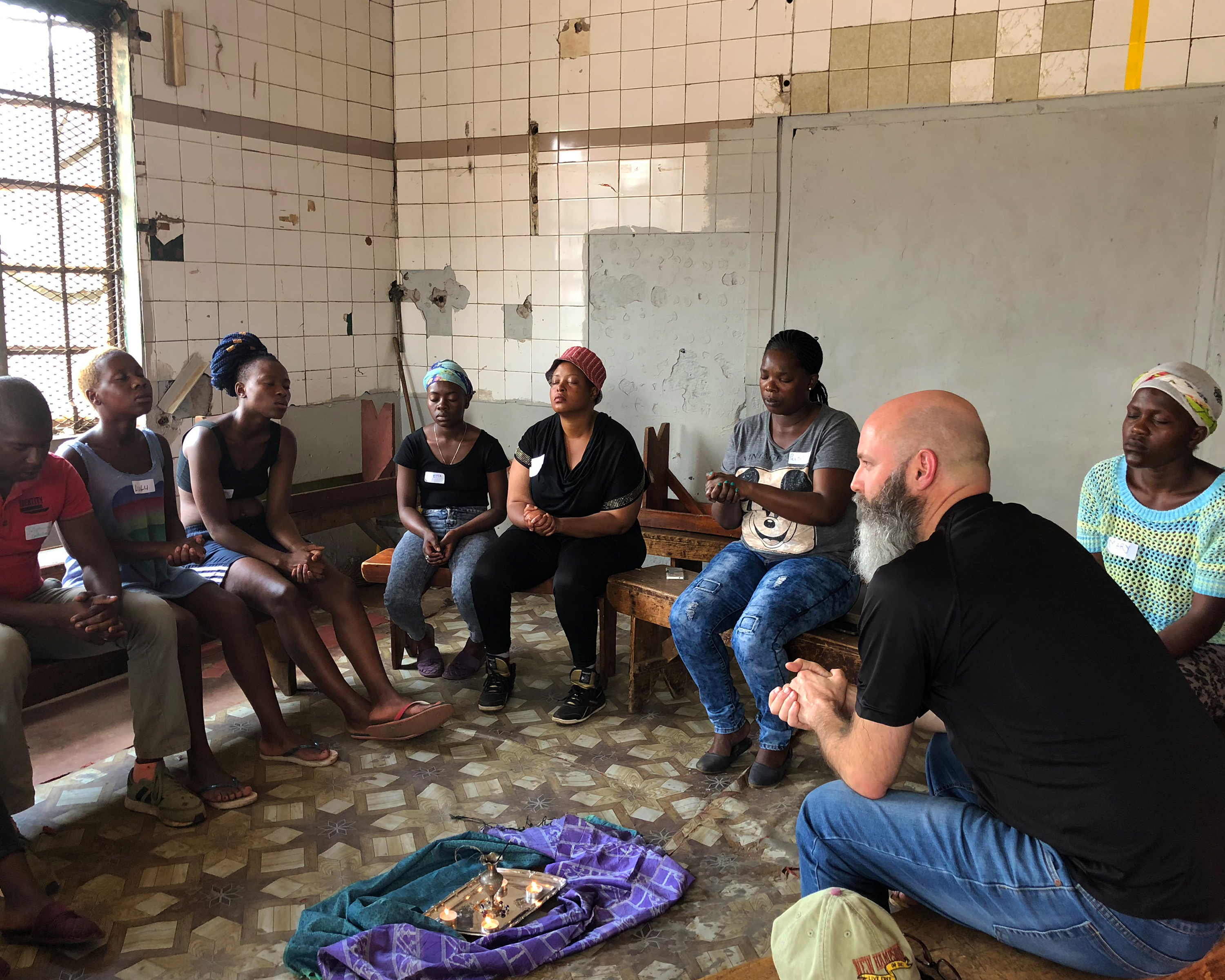
Jeunes chômeurs d'une banlieue de Johannesbourg participant à un atelier de bien-être émotionnel.

- techniques d'expression orale : groupe de parole, thérapie par le récit, le cri, le rire, cri primal.
- techniques d'expression corporelle : sophrologie, relaxation, mime, yoga-thérapie de groupe.
- techniques par le toucher : massage.
- techniques d'expression plastique, musicale, écriture, ou théâtrales : psychodrame, jeu de rôle.